# Хильда Еннингс
Хильда Еннингс, также Хильда Енингс (наст. имя Элизабет Хильдегард Рогге — нем. Elisabeth Hildegard Rogge, нем. Hilde Jennings, 21 декабря 1906, Бад-Фрайенвальде, Бранденбургская марка — конец 1970-х годов, Пржевальск, Иссык-Кульская область, Киргизская ССР, СССР) — немецкая танцовщица, киноактриса, гражданка СССР.

## Биография
Родилась 21 декабря 1906 года в Бад-Фрайенвальде, Бранденбургская марка. С детства брала уроки балета, а затем устроилась танцовщицей в русскую балетную труппу, с которой гастролировала в Италии, Испании и Марокко. После двух лет за границей получила приглашение в Берлинскую государственную оперу.
В неполные 18 лет дебютировала в кино, исполнив роль танцовщицы в фильме «Бригантина Нью-Йорка» (1924). В последующие пять лет играла в основном роли второго плана. В 1927 году исполнила ведущие роли в фильмах «Бедная маленькая Коломбина» и «Трагедия проститутки» (в дуэте с легендой немого кино Астой Нильсен). В одном интервью так прокомментировала свою работу:

Я предпочитаю играть веселые и спортивные роли. Мне больше всего нравится стимулирующая работа в кино, которая каждый раз ставит передо мной задачу играть новых людей. Я имею в виду разнообразие выразительных возможностей, которые танец в этом богатом выборе не в состоянии предложить. Я хочу сыграть очень забавную и в то же время захватывающую роль, возможно, в манере Мэри Пикфорд.
В 1929 году снялась в фильме «Два брата» Михаила Дубсона, за которого вышла замуж. В 1930 году уехала с ним в СССР, приняв советское гражданство. Снялась в фильмах «Две дороги» (1931), «Весенние дни» (1934), «Хижина старого Лувена» (1935), «Большие крылья» (1937). Работала художницей-надомницей на фабрике ширпотреба в Москве. Жила по адресу Большой Каретный переулок, 13/15, кв. 11.
24 июня 1941 года арестована по подозрению в шпионской деятельности. Постановлением Особого Совещания при НКВД СССР от 8 апреля 1942 года признана виновной по статье 58-1а и осуждена к ссылке в Северный Казахстан сроком на 5 лет. В июне 1942 года прибыла на спецпоселение в посёлок Чулактау Джамбульской области Казахской ССР. Освобождена из спецпоселения в 1955 году.
Впоследствии проживала в городе Пржевальске.

## Фильмография

#### Германия
- 1924 — Die Brigantin von New York (режиссёр de:Hans Werckmeister)
- 1925 — O alte Burschenherrlichkeit (режиссёр Helene Lackner, de:Eugen Rex, de:Heinz Schall)
- 1926 — Die Tugendprobe. Eine lustige Begebenheit von der Waterkant (режиссёр de:Heinrich Lisson)
- 1926 — Wenn Menschen irren (режиссёр de:Otz Tollen)
- 1926 — Малышка и её кавалер / Die Kleine und ihr Kavalier (режиссёр Richard Löwenbein) — Lieschen
- 1927 — Orientexpress (режиссёр de:Wilhelm Thiele) — Lisbeth
- 1927 — Die Frauen von Folies Bergères (режиссёр Joe Francis, de:Max Obal)
- 1927 — Dirnentragödie (режиссёр de:Bruno Rahn) — Clarissa
- 1927 — Der Sträflingskavalier (режиссёр Rudolf Meinhardt-Jünger)
- 1927 — Der Geisterzug (режиссёр Геза фон Больвари) — Peggy Murdock
- 1928 — Moral (режиссёр Willi Wolff) — Elfie Beermann
- 1928 — Die Letzte Galavorstellung des Zirkus Wolfson (режиссёр Доменико Гамбино) — Mädchen (пантомима)
- 1928 — Die Rothausgasse (режиссёр Рихард Освальд) — Helenka
- 1928 — Der erste Kuß (режиссёр Карел Ламач) — Margit, Annys Freundin
- 1928 — Das deutsche Lied (режиссёр Karl Pindl) — Hilde Lenz
- 1928 — Indizienbeweis (режиссёр Георг Якоби) — Zofe der Gräfin
- 1929 — Sünde und Moral
- 1929 — Zwei Brüder (режиссёр М. Дубсон)
- 1929 — Aféra v grandhotelu (режиссёры Доменико Гамбино, Эдмунд Хойбергер, Теодор Пиштек)
- 1929 — Sei gegrüßt, mein schönes Sorrent

#### СССР
- 1931 — Две дороги (режиссёр Наум Лойтер)
- 1934 — Весенние дни (Энтузиасты) (режиссёр Рубен Симонов)
- 1935 — Хижина старого Лувена (режиссёр Александр Литвинов)
- 1937 — Большие крылья (режиссёр Михаил Дубсон)